# Гайлігройцштайнах
Гайлігройцштайнах (нім. Heiligkreuzsteinach) — громада в Німеччині, у землі Баден-Вюртемберг. Підпорядковується адміністративному округу Карлсруе. Входить до складу району Рейн-Неккар.
Площа — 19,61 км2. Населення становить 2624 ос. (станом на 31 грудня 2020).